# Abubakar Tafawa Balewa

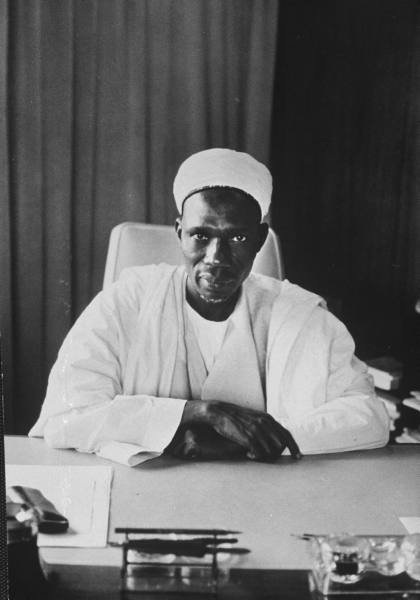
Abubakar Tafawa Balewa

Abubakar Tafawa Balewa (n. decembrie 1912 - d. 15 ianuarie 1966) a fost un om politic nigerian.
În perioada 1957 - 1966, a fost singurul premier al Nigeriei libere.